# Irbersdorf
Irbersdorf ist ein zum Ortsteil Sachsenburg/Irbersdorf gehöriger Ort der Stadt Frankenberg/Sa. im sächsischen Landkreis Mittelsachsen. Die Gemeinden Sachsenburg und Irbersdorf schlossen sich am 1. Oktober 1992 zur Gemeinde Sachsenburg-Irbersdorf zusammen, welche als Ortsteil Sachsenburg/Irbersdorf am 1. Januar 1994 nach Frankenberg eingemeindet wurde.

## Geographie

### Geographische Lage und Verkehr
Irbersdorf liegt im Norden der Stadt Frankenberg/Sa. und im Nordosten des Ortsteils Sachsenburg/Irbersdorf. Der Ort geht im Südwesten nahtlos in den Nachbarort Sachsenburg über. Der Ort liegt am Südrand des Mulde-Lösshügellands (Sächsisches Granulitgebirge). Der durch Irbersdorf führende Bach entwässert in die Zschopau. Östlich von Irbersdorf führt die Bundesautobahn 4 entlang.

### Nachbarorte
|             | Seifersbach                                 | Oberrossau  |
| Sachsenburg | Kompassrose, die auf Nachbargemeinden zeigt | Gersdorf    |
|             |                                             | Neudörfchen |

## Geschichte

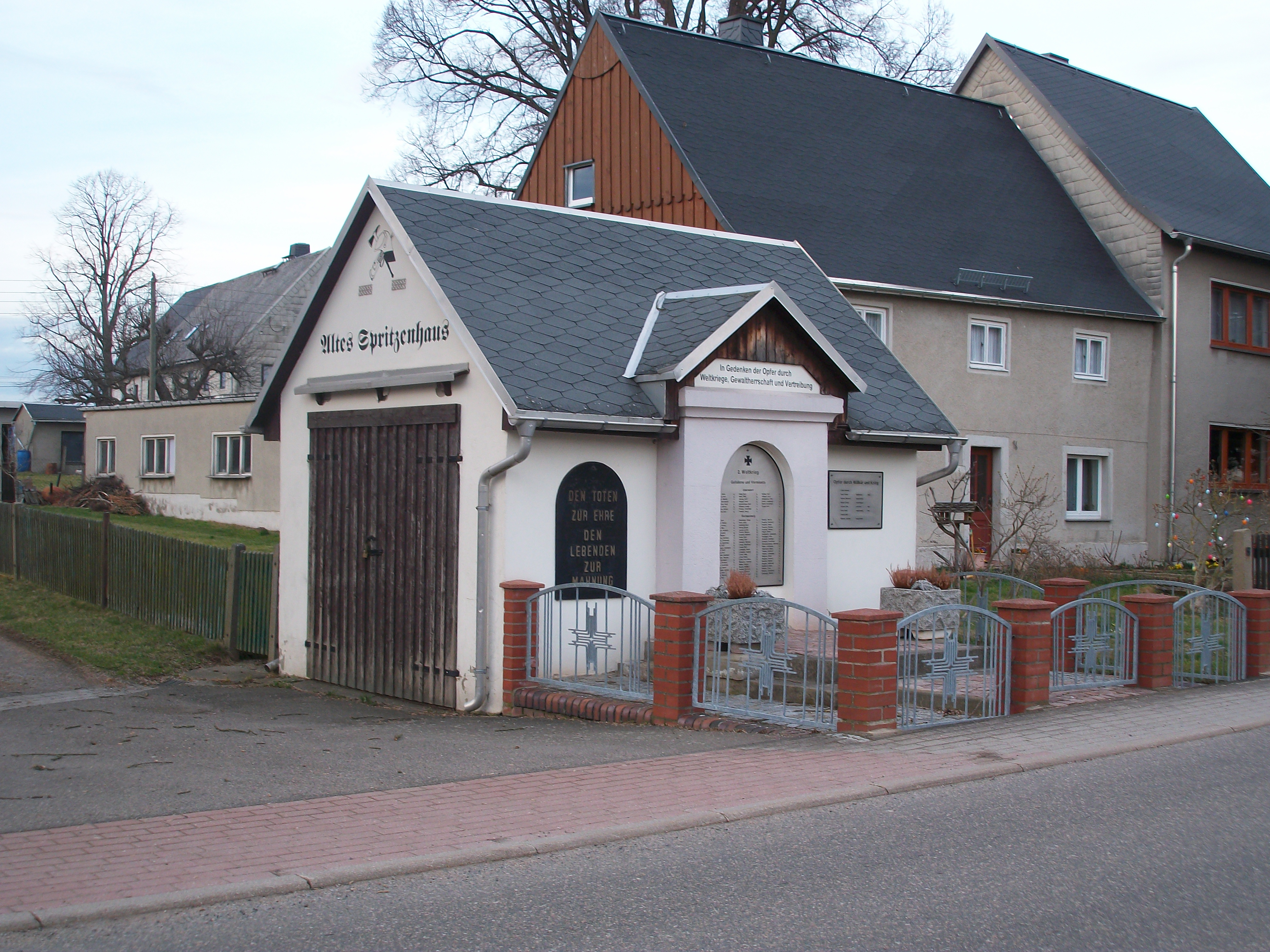
Irbersdorf, Altes Spritzenhaus mit Gefallenendenkmal

Irbersdorf wurde im Jahr 1443 als „Erbirstorff“ erwähnt. Kirchlich gehörte der Ort seit jeher zu Sachsenburg. Bezüglich der politischen Verwaltung stellte Irbersdorf mit seinen Nachbarorten Gersdorf und Falkenau eine Besonderheit dar. Umgeben von Orten, die zu den kursächsischen Ämtern Frankenberg-Sachsenburg, Nossen oder zum  Kreisamt Freiberg (Exklave der Herrschaft Wingendorf) gehörten, unterstanden die drei Orte als Exklaven der Grundherrschaft Arnsdorf, die zunächst zum Amt Döbeln, nach 1588 zum Döbelner Bezirk des Amts Leisnig im Leipziger Kreis gehörte.
Irbersdorf gehörte bis 1836 als Exklave zum kursächsischen bzw. königlich-sächsischen Amt Leisnig. Danach wurde der Ort durch Umgliederung in das ihn umgebende Amt Nossen integriert. Ab 1856 gehörte Irbersdorf zum Gerichtsamt Frankenberg und ab 1875 zur Amtshauptmannschaft Flöha.
Durch die zweite Kreisreform in der DDR kam die Gemeinde Irbersdorf im Jahr 1952 zum Kreis Hainichen im Bezirk Chemnitz (1953 in Bezirk Karl-Marx-Stadt umbenannt), der 1990 als sächsischer Landkreis Hainichen weitergeführt wurde und 1994 im Landkreis Mittweida bzw. 2008 im Landkreis Mittelsachsen aufging. Mit dem Zusammenschluss der Gemeinden Sachsenburg und Irbersdorf entstand am 1. Oktober 1992 die Gemeinde Sachsenburg-Irbersdorf, die am 1. Januar 1994 nach Frankenberg/Sa. eingemeindet wurde. Seitdem bildet Irbersdorf einen Teil des Ortsteils Sachsenburg/Irbersdorf.